# Bathurst-sziget (Kanada)
A Bathurst-sziget egy sziget Kanadában, pontosabban Nunavut territóriumban, Qikiqtaaluk régióban. 18 880 km²-es területével a Föld 47., Észak-Amerika 16. és Kanada 12. legnagyobb szigete. A sziget lakatlan. Először a szigetcsoport névadója, sir William Edward Parry érte el második expedícióján, 1819-ben. Nyugati partja előtt sok apró sziget, illetve szirt sorakozik.
Nyugaton a Byam Martin-csatorna a Melville-szigettől, délen a Viscount Melville Sound a Prince of Wales-szigettől, keleten a Queens-csatorna a Devon-szigettől választja el.
A Sarki Szigetív, az Erzsébet királynő-szigetek, és a Parry-szigetek tagja. A sziget sík, legmagasabb pontja a Stokes-hegy, amely mindössze 412 méter magas.